# Remtergang 1

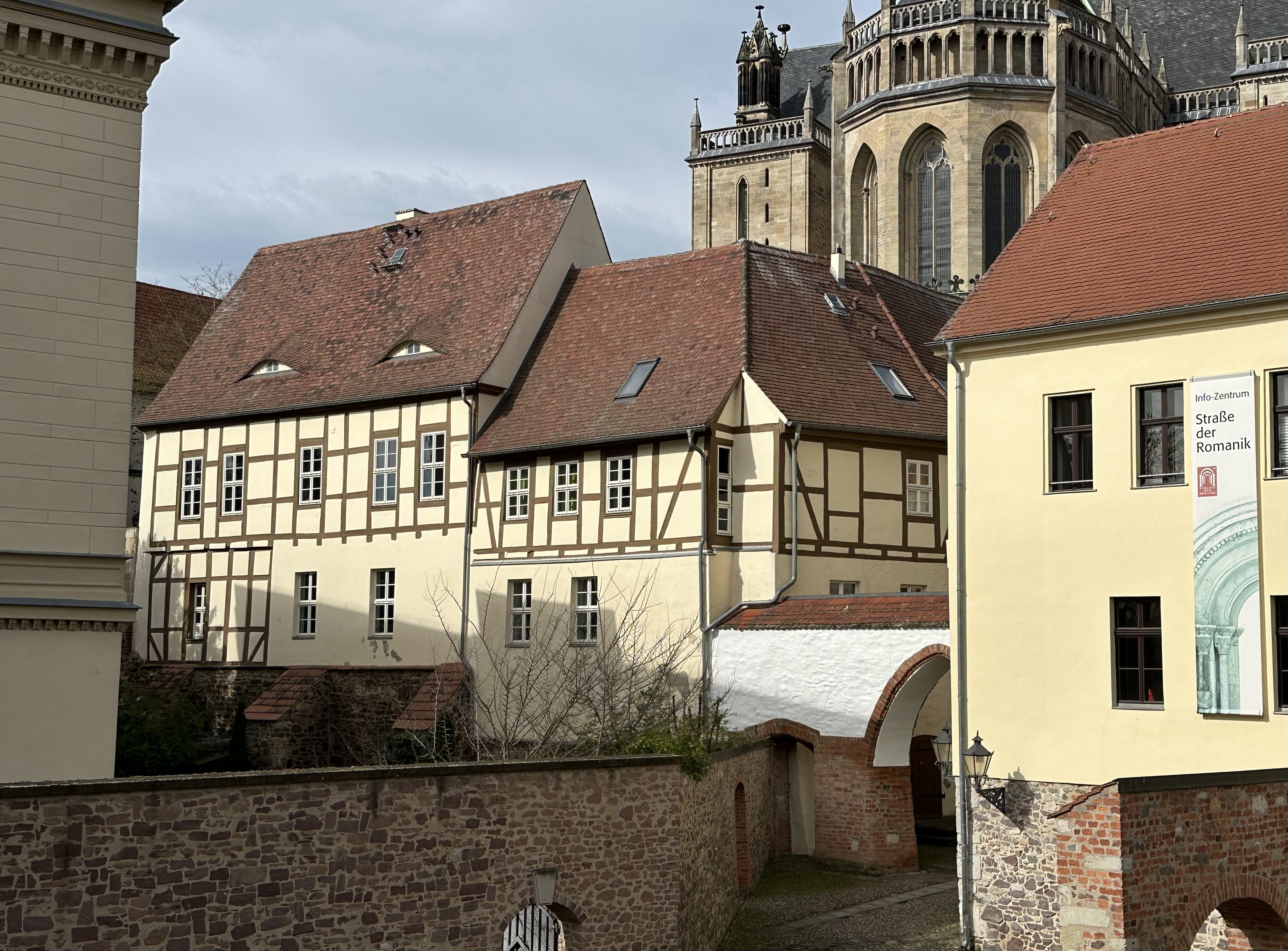
Remtergang 1, Blick von Nordosten, 2024

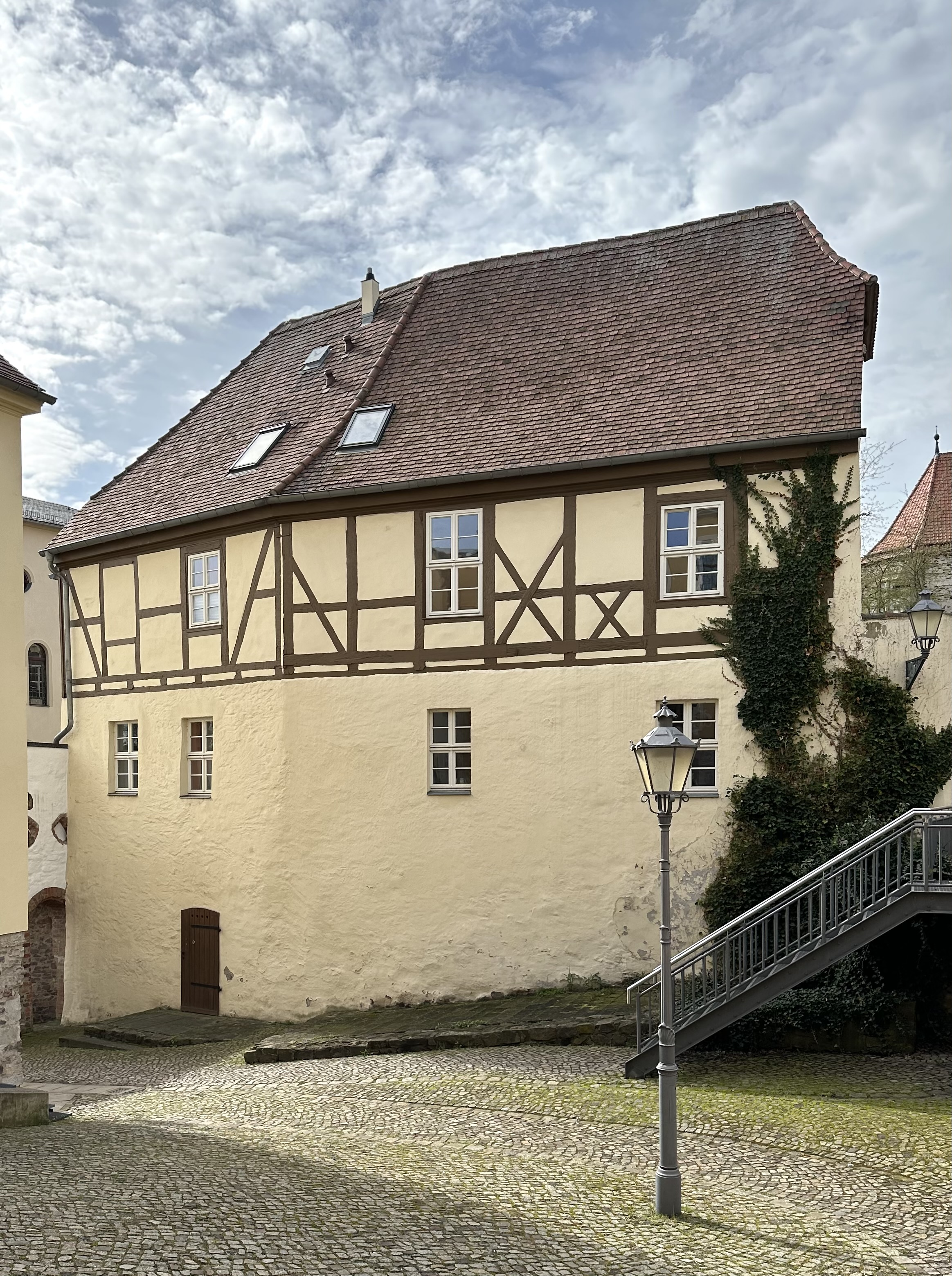
Blick von Norden

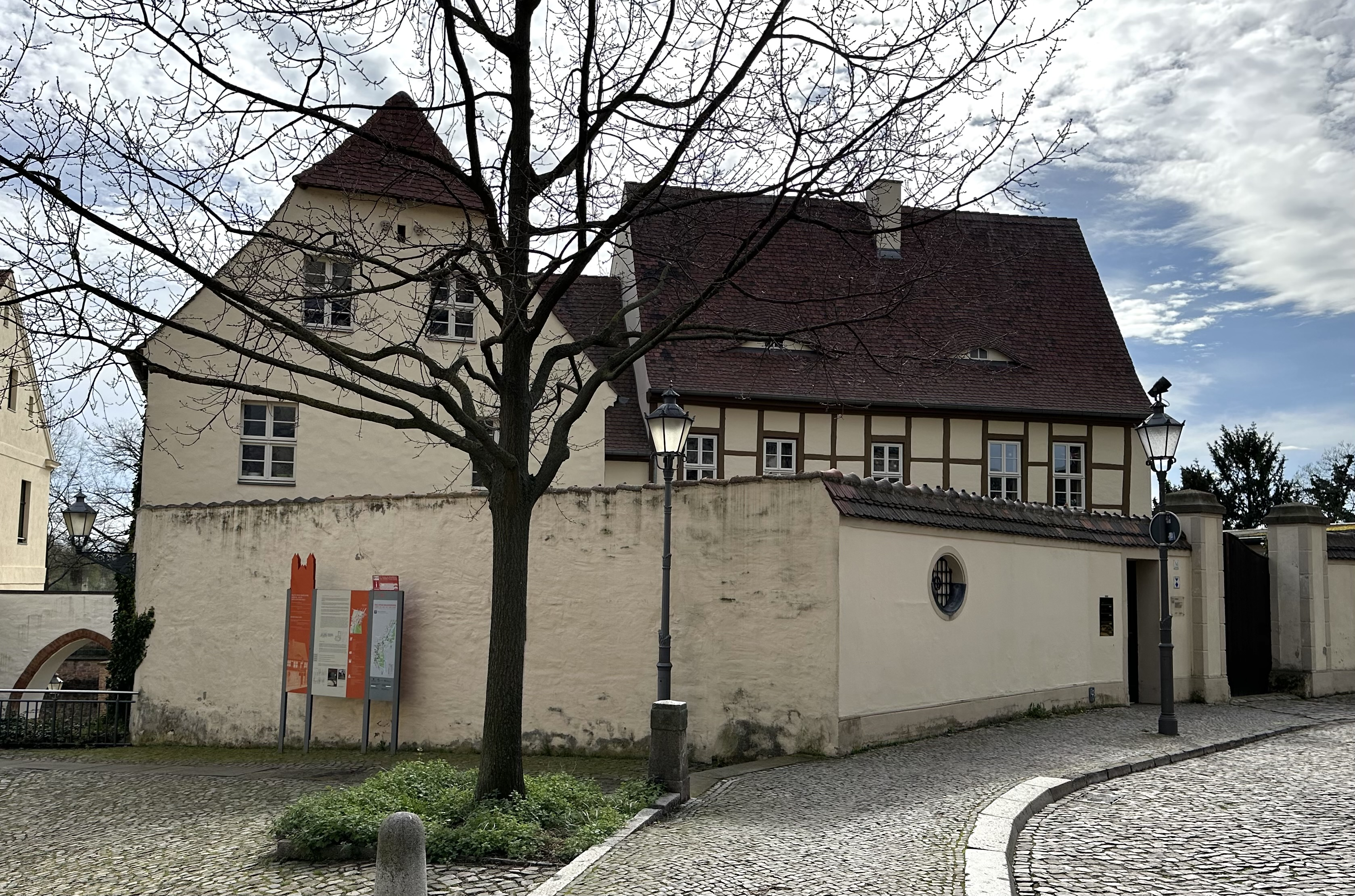
Westseite

Das Haus Remtergang 1 ist ein denkmalgeschütztes Gebäude in Magdeburg in Sachsen-Anhalt. Es gilt als ältestes erhaltenes Profangebäude in der Magdeburger Altstadt und ältestes Fachwerkhaus der Stadt Magdeburg.

## Lage
Das Gebäude befindet sich auf der Ostseite der Straße Remtergang in der Magdeburger Altstadt, unmittelbar östlich des Magdeburger Doms. Nördlich des Hauses verläuft ein zum Domplatz gehörender Weg nach Osten zum Garten der Möllenvogtei. An der Nordostecke des Hauses setzt das Stadttor Ausfahrt an der Möllenvogtei an, durch das der Weg verläuft. Nördlich des Tores befindet sich das gleichfalls denkmalgeschützte Haus der Alten Möllenvogtei. 

## Architektur
Das zweigeschossige Fachwerkhaus entstand in der Renaissance im 16. Jahrhundert als Domherrenkurie. Es besteht aus zwei Flügeln. Ein fünfachsiger Flügel ist in Nord-Süd-Richtung, traufständig zum Remtergang ausgerichtet. Dieser Teil ist mit einem steilen Satteldach bedeckt, das sowohl auf der Ost- als auch auf der Westseite jeweils über zwei Schleppgauben verfügt. Nördlich schließt sich hieran ein weiterer, etwas niedrigerer, winkelförmiger Flügel an, der dann nach Westen verläuft. Bedeckt ist dieser Gebäudeteil mit einem Krüppelwalmdach. An den Schwellbalken befinden sich, für Magdeburg einmalig, Schiffskehlen. Am zum Remtergang ausgerichteten Westgiebel befinden sich zwei steinerne Neidköpfe. Sie sind Nachbildungen der historisch hier befindlichen Köpfe. Die Originale sind im Haus eingelagert (Stand 2022).
Im Inneren des Hauses befinden sich noch von der Vorgängerbebauung stammende romanische Kellergewölbe. Erhalten ist ein im Rahmen eines späteren Umbaus entstandener barocker Saal.
Im Denkmalverzeichnis des Landes Sachsen-Anhalt ist das Wohnhaus unter der Erfassungsnummer 094 06337 als Baudenkmal verzeichnet.
Das Gebäude gilt im Denkmalensembels des Domplatzes als unverzichtbar.

## Geschichte

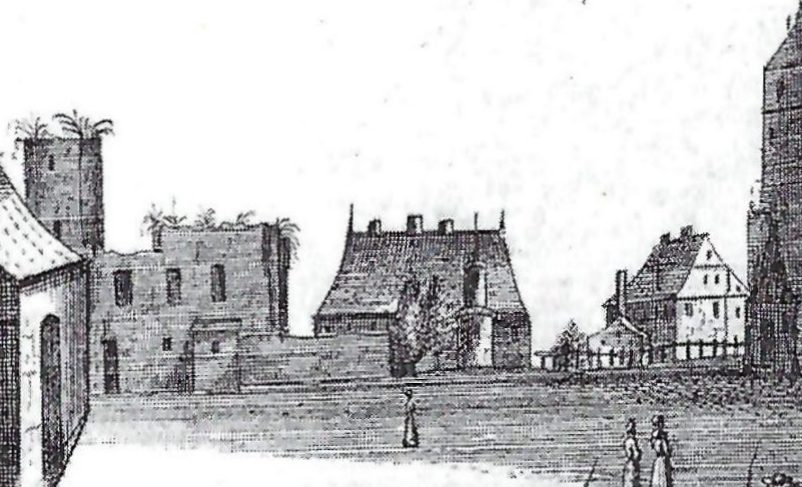
Heutiges Haus Remtergang 1 (rechts) auf einer Zeichnung aus dem 17. Jahrhundert, Blick von Westen, in der Bildmitte die Alte Möllenvogtei

Im Jahr 1545 war Inhaber der Domherrenkurie Franz von Königsmarck, 1573 der Domherr Ernst von Melzing. Das Gebäude befand sich zwischen der Kämmereiwohnung und dem Kapitelhaus einerseits und der nördlich gelegenen Möllenvogtei. Durch eine Tür konnte man aus dem Gebäude in das benachbarte Kapitelhaus gelangen. Bei der Zerstörung Magdeburgs im Jahr 1631 blieb das Gebäude erhalten. 1637 wurde als Kurieninhaber Wulbrand Georg Bock von Wülfingen genannt. Das Domkapitel Magdeburg verlegte sein zuvor in der Regierungsstraße 22 befindliches Syndikatshaus hierher. 
In einer Beschreibung des Hauses aus dem Jahr 1697 wurde noch das Bestehen von Öfen aus den Jahren 1588, 1601 und 1620 geschildert. Der im Haus bestehende Prunksaal verfügte damals über mit Wappen von Domherren versehenene Fensterscheiben. Der Ofen aus dem Jahr 1620 war gleichfalls mit Wappen von Domherren des Jahres 1620 und einer Statue des Heiligen Mauritius versehen. Die Wände des Saals zierten Bilder der 1665 amtierenden Domherren. Es wird vermutet, dass die Stiftsherren nach den Zerstörungen des Jahres 1631 im Saal ihre Generalkapitel abhielten.
In der Zeit um 1690 wurden Teile des Hauses vom Syndikus August Struve genutzt, um 1724 wohnte der Syndikus Dr. Flörke im Gebäude. Die Nutzung als Syndikatsgebäude hielt bis 1810 an. Im Jahr 1815 beabsichtigte die preußische Domänenkammer einen Verkauf des Anwesens. Die Stadt Magdeburg protestierte hiergegen und verwies darauf, dass ihr das Haus 1812 vom König von Westphalen geschenkt worden sei. Die preußische Regierung wies den Einspruch aber ab.
In der Zeit vor dem Ersten Weltkrieg wurde das Haus von der Magdeburger Land-Feuer-Societät genutzt. In den 1910er Jahren, das Haus gehörte dem Fiskus, befand sich hier das Königlich Preußische Oberversicherungsamt. Außerdem lebte Regierungsbote F. Mewes im Gebäude. Zu DDR-Zeiten war hier die Dombauhütte des VEB Denkmalpflege Magdeburg untergebracht und das romanische Kellergewölbe sowie der Barocksaal wurden restauriert. Auch die Neidköpfe wurden erneuert. Um 2000 befand sich hier der Sitz der Magdeburgischen Gesellschaft von 1990.
Nach erfolgter Sanierung sind mehrere Wohnungen im Haus untergebracht.